# Ida Perry
Ida Perry (* 16. Februar 1877 in Berlin; † 21. Juni 1966 ebenda; gebürtig Ida Bertha Nahrstedt) war eine deutsche Schauspielerin.

## Leben
Sie absolvierte eine Höhere Töchterschule und ließ sich danach in Gesang ausbilden. Perry gab ihr Debüt 1897 und war ab 1900 als Sängerin und Schauspielerin am Apollo-Theater, am Thaliatheater und am Metropoltheater in Berlin zu sehen. Perry stand zeitlebens hauptsächlich auf Berliner Bühnen wie dem Theater am Kurfürstendamm, dem Schlossparktheater und an der Komödie, insbesondere agierte sie in den 1930er und 1940er Jahren häufig am Theater am Nollendorfplatz. Sie stand 1944 in der Gottbegnadeten-Liste des Reichsministeriums für Volksaufklärung und Propaganda.
Nach dem Krieg trat sie vor allem an der Bühne der Jugend und am Berliner Residenztheater auf und gastierte an verschiedenen anderen Theatern.
Im frühen deutschen Stummfilm erhielt Ida Perry anfangs Hauptrollen, später wurde sie eine häufig eingesetzte Nebendarstellerin. Nach dem Zweiten Weltkrieg arbeitete sie als Hörspielsprecherin für den RIAS. Sie war mit dem Schauspieler Rudolf Ander (Andersch) verheiratet. Ihre Tochter Charlotte Ander wurde ebenfalls Schauspielerin. Ihr Grab auf dem Friedhof Wilmersdorf wurde eingeebnet.

## Filmografie
- 1912: Des Lebens Würfelspiel
- 1912: Leo als Witwenfreund
- 1913: In Vertretung
- 1913: Falsche Perlen
- 1914: Gretchen Wendland
- 1915: Mädels im Arrest
- 1916: Benjamin, der Schüchterne
- 1916: Rentier Wupke im Schwitzbad
- 1917: Die Eheschule
- 1918: Haben Sie Fritzchen nicht gesehen?
- 1918: Die Dame, der Teufel und die Probiermamsell
- 1919: Die Medaille der Republik
- 1919: Retter der Menschheit
- 1919: Die siebente Großmacht
- 1920: Der Sturz in die Flammen
- 1920: Das rote Plakat
- 1921: Das rote Plakat, 2. Teil: Die eiserne Acht
- 1921: Trick-Track
- 1921: Aus den Tiefen der Großstadt
- 1921: Die im Schatten gehen
- 1921: Das Mädel von Picadilly (2 Teile)
- 1922: Jugend
- 1922: Tiefland
- 1923: Der Fechter von Ravenna
- 1926: Der Veilchenfresser
- 1927: Eheferien
- 1927: Der Himmel auf Erden
- 1927: Herkules Maier
- 1928: Schneeschuhbanditen
- 1928: Der Ladenprinz
- 1929: Ruhiges Heim mit Küchenbenutzung
- 1929: Die Jugendgeliebte
- 1930: Die Lindenwirtin
- 1930: Der Detektiv des Kaisers
- 1931: Jede Frau hat etwas
- 1931: Der Sprung ins Nichts
- 1931: Elisabeth von Österreich
- 1931: Arme, kleine Eva
- 1932: Durchlaucht amüsiert sich
- 1932: Der Feldherrnhügel
- 1932: Rasputin
- 1933: Achten sie auf Meyer
- 1933: Ein Lied geht um die Welt
- 1933: Zwei im Sonnenschein
- 1934: Bitte ein Autogramm!
- 1934: Ich kenn’ dich nicht und liebe dich
- 1934: Der Schrecken vom Heidekrug
- 1934: Die Spork’schen Jäger
- 1934: Schwarzer Jäger Johanna
- 1934: Alte Kameraden / Das Fähnlein der Versprengten
- 1935: Wenn ein Mädel Hochzeit macht
- 1949:  Unser täglich Brot
- 1952: Mein Herz darfst Du nicht fragen